# Dan Maff
Daniel Lopez (né le 28 octobre 1973) est un lutteur professionnel américain, mieux connu sous son nom de ring, Dan Maff, actuellement sous contrat avec la Ring of Honor (ROH), où il a remporté les ceintures par équipe à deux reprises.

## Carrière

### Circuit indépendant (1999-...)
Lopez a assisté à des spectacles de Jersey All Pro Wrestling (JAPW) en tant que fan et s'est inscrit au centre de formation de la JAPW lors de son ouverture à la fin des années 1990. Après une formation de plusieurs mois, Lopez a commencé à fréquenter à s'entraîner avec Homicide au Doghouse, à New York. Lorsque sa formation a été achevée en 1999, Lopez a adopté le nom de '''Mafia"' et a formé une équipe avec un autre catcheur formé au Doghouse Monsta Mack . 
Mafia et Mack, appelés collectivement '''Da Hit Squad''', ont commencé à lutter sur le circuit indépendant du nord - est. Ils ont remporté le JAPW Tag Team Championship en 1999 et le Jersey Championship Wrestling's Tag Team Championship en 2000. En 2001, le duo a remporté des titres en World Xtreme Wrestling et USA Pro Wrestling . À un moment donné, ils détenaient un total de six titres entre eux. Après que Mack s'est blessé à la jambe, il n'a pas pu conserver les titres par équipe lors d'un match prévu le 25 janvier 2003 contre le Dirty Rotten Scoundrelz. Lopez a défendu sans succès le titre dans un match avec handicap . 
Lopez a remporté le JAPW Heavyweight Championship le 22 février 2003 à Woodbridge, New Jersey, en battant son entraîneur, Homicide. Inspiré par sa victoire, Lopez a quitté le partenariat avec Mack, qu'il a battu lors d'un match pour USA Pro Wrestling le 8 mars. Après une défense du titre réussie contre Slyk Wagner Brown, Lopez a annoncé qu'il se renommait '''Dan Maff"' et a formé une écurie avec le Dirty Rotten Scoundrelz connu sous le nom de "La Familia". Le règne du titre de Lopez a pris fin le 1er août 2003, quand il a été vaincu par Al Snow, un employé de la WWE amené à la JAPW en tant que challenger extérieur. Il a remporté le titre pour la deuxième fois le 13 décembre 2003, en battant Jerry Lawler à Secaucus, New Jersey . 
Le 28 février 2004, Lopez a défendu le JAPW Heavyweight Championship contre son ancien partenaire, Monsta Mack. Lopez a conservé le titre et a fait une accolade à son ancien partenaire après le match dans une démonstration de respect et de camaraderie. Les Dirty Rotten Scoundrelz ont été dégoûtés par le spectacle de l'esprit sportif et ont attaqué Lopez alors qu'il tentait de quitter le ring. Mack est revenu sur le ring, mais, au lieu d'aider son ancien partenaire, a aidé les Soundrelz à attaquer Lopez. Mack a ensuite formé une nouvelle version de La Familia avec le Soundrelz et a enrôlé un certain nombre de talons pour essayer de retirer le titre à Lopez. Lopez a combattu un certain nombre de challengers, dont l'ancien diplômé de l'ECW, Mike Awesome. Il s'est également engagé dans une longue querelle pour le championnat des poids lourds JAPW avec le concurrent numéro un, Jay Lethal . 

#### Retraite
En mars 2005, Homicide a publié un certain nombre de déclarations accusant Lopez de le "trahir" et annonçant qu'il ne travaillerait pour aucune entreprise qui aurait embauché Daniel Lopez à l'avenir. En conséquence, il prend sa retraite de catcheur. Les titres qu'il détenait à l'époque, ont été rendus vacant, bien qu'il ait conservé les deux ceintures avec lui.

#### Retour sur le ring

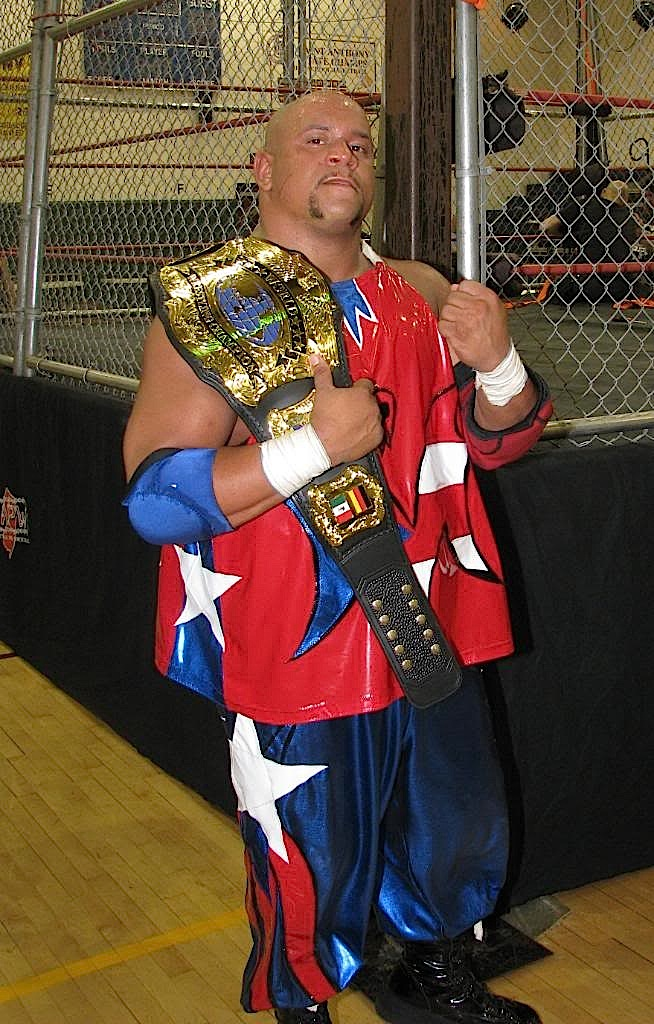
Maff avec le JAPW Heavyweight Championship en 2009.

Lopez a interrompu sa retraite le 8 octobre 2005, défiant sans succès El Chicano pour le IWA Puerto Rico Heavyweight Championship à Levittown . 
En février 2009, Lopez est arrivé à l'American Championship Entertainment (ACE) à Union City, New Jersey, après plusieurs vidéos cryptées et commentaires sur le babillard ACE, dans le ring, face à face, Lopez défiait le champion actuel de la ceinture lors de la prochain spectacle "Destined For Greatness". Le 21 mars 2009, Lopez a défait Hollywood Joe Hardway pour le championnat des poids lourds. 
Lopez était un invité surprise lors de l'événement de Jersey All Pro Wrestling le 28 juin à Jersey City, New Jersey. Maff a fait son retour après le combat pour le titre mondial des poids lourds entre le champion des poids lourds Kenny Omega et le champion de l'État du New Jersey, The Grim Reefer. Lopez et Homicide sont apparus au même spectacle à l'Elks Lodge dans le Queens le 12 juillet 2010. Le 27 juin 2009, Lopez a battu Jay Lethal pour remporter le titre des poids lourds JAPW pour la troisième fois. 
Lopez a également travaillé pour d'autres promotions indépendantes. Le 19 mars 2010, Lopez a vaincu Rob Fury, El Shoes et Xavier au spectacle de retour ICW "Reborn" à l'Elks Lodge dans le Queens, New York. il a également lutté pour Pro Wrestling Syndicate (PWS). 
Le 19 août 2011, Maff est devenu champion poids lourd de l'Impact Championship Wrestling après avoir remporté le tournoi d'une journée. Il a battu Azrieal au premier tour, Devon Moore en demi-finale et Danny Demanto en finale. 
Le 15 août 2014, Maff a fait une apparition surprise pour House of Glory Wrestling dans le Queens, New York. Il était un remplaçant de dernière minute pour Jay Lethal et a encaissé la défaite contre Anthony Gangone. En juin 2015, Maff est devenu champion du Pro Wrestling Syndicate en battant Mario Bokara et Fallah Bahh dans un Tri Force Match. 
Depuis 2016, Maff est un pilier de WrestlePro de Pat Buck . Le 18 novembre 2016, Danny Maff est devenu le premier champion Silver de WrestlePro.

### Ring of Honor (2002-2019)

#### Débuts et double champion par équipe (2002-2005)
Daniel Lopez (connu sous le nom de Mafia) et Mack sont apparus lors de The Era of Honor Begins, le premier événement de la Ring of Honor (ROH), le 23 février 2002, en battant la Christopher Street Connection (CSC) dans un match par équipe. Ils ont ensuite entamé une rivalité cette équipe pendant plusieurs semaines avant de commencer une série de matchs hardcore avec The Carnage Crew, équipe composée de HC Loc et DeVito. En 2003, Da Hit Squad a formé une alliance avec Homicide. Mafia a trahi Mack le 12 avril 2003, à Epic Encounter. Plus tard dans la soirée, Lopez s'est rendu sur le ring immédiatement après un match entre Homicide et Christopher Daniels et a indiqué qu'il avait uni ses forces avec Daniels et son écurie, "The Prophecy". Il se fait alors connaître sous le nom de '''Dan Maff''' et désigné comme étant "l' assassin de The Prophecy". 
La carrière de Dan Maff en solo à la ROH a commencé le 31 mai à Do Or Die, où il a battu B.J. Whitmer avec l'aide d' Allison Danger, le valet de The Prophecy. Après sa victoire, il a été confronté à deux des anciens élèves d'Homicide, Julius Smokes et Low Ki, qui l'ont accusé d'"oublier ses racines". 
Le 14 juin à Night of the Grudges, The Prophecy (Maff, Daniels et Donovan Morgan) a vaincu la faction rivale The Group, où Dan Maff rive les épaules du champion du monde de la ROH Samoa Joe. Cela a conduit à un match pour le titre à WrestleRave '03 le 28 juin, où Joe a conservé son titre en battant Dan Maff. Ils ont continué à se quereller avec Homicide et ses partisans, conduisant à un match entre Dan Maff et Low-Ki lors de Bitter Friends, Stiffer Enemies le 16 août. Le match a été arrêté lorsque Dan Maff a été légitimement inconscient à la suite d'un mauvais mouvement de Low-Ki. 
À la fin de 2003, il a participé à l'événement annuel Field of Honor, mais a été éliminé par BJ Whitmer. Whitmer a rejoint The Prophecy le 22 décembre à Final Battle 2003 et a avoué qu'il avait été à l'origine d'une attaque qui a provoqué la fin de carrière de Lucy, le valet de CM Punk, plus tôt cette année. Dan Maff, furieux, qui avait été dégoûté par cette attaque brutale et avait juré sur la tombe de son père à CM Punk que The Prophecy n'avait rien à voir avec l'attaque. Il a ensuite traité BJ Whitmer de "scumbag" mais a été réprimandé par Daniels, qui a affirmé que l'attaque faisait partie de son plan pour détruire la ROH. Malgré cet incident, Dan Maff et BJ Whitmer ont commencé à faire équipe ensemble en 2004 après que Daniels ait quitté la fédération et, avec Allison Danger, ont continué leur rivalité avec CM Punk et les Second City Saints. Ils ont vaincu les Saints dans un match pour les championnats par équipes de la ROH le 15 mai 2004 à Lexington, MA au Round Robin Challenge III, mais ont perdu le titre face aux Briscoe Brothers, le même soir. Le 12 juin 2004, lors de la World Title Classic, ils ont battu trois autres équipes dans un Ultimate Endurance Match de 35 minutes. Après le match, il a convaincu son coéquipier BJ Whitmer de rejeter à la fois le nom de The Prophecy et les services de gestion d'Allison Danger, affirmant qu'ils n'avaient plus besoin d'un leader ou d'un manager et pouvaient désormais gagner des matchs selon leurs mérites. Allison Danger était furieuse et a placé une prime sur les têtes de Lopez et Whitmer. Ils ont passé plusieurs mois à se disputer avec des équipes envoyées après eux par Allison Danger, notamment Slash Venom et Chicano et The Carnage Crew. Le 26 décembre à Final Battle 2004, ils ont vaincu The Carnage Crew dans un " Fight Without Honor " et ont serré la main de leurs adversaires après le match. Whitmer et Lopez ont obtenu le ROH Tag Team Championship pour la deuxième fois lors de 3rd Anniversary Show le 19 février 2005 à Elizabeth, New Jersey, battant les Havana Pitbulls .

#### Retour (2019-...)
En novembre 2019, Dan Maff a fait son retour à la Ring of Honor, face à PCO dans un match. Après ses bonnes performances, la fédération lui a proposé un contrat qu'il a signé.

### New Japan Pro Wrestling (2011)
Le 13 mai 2011, New Japan Pro Wrestling (NJPW), avec l'aide de JAPW, a tenu ses premiers spectacles aux États-Unis dans le cadre de l'Invasion Tour 2011 . Lors de l'événement, qui s'est tenu à Rahway, dans le New Jersey, Maff a fait ses débuts pour la promotion japonaise, s'inclinant face à Toru Yano par un coup bas au premier tour d'un tournoi pour déterminer le premier champion intercontinental IWGP,. Lors de l'événement du lendemain à New York, Maff a fait équipe avec Jushin Thunder Liger et Tiger Mask dans un match par équipe de six hommes, où ils ont vaincu CHAOS ( Shinsuke Nakamura, Gedo et Jado ). Le dernier jour de la tournée à Philadelphie, en Pennsylvanie, Maff a fait équipe avec Satoshi Kojima dans un match, où ils ont été vaincus par les champions par équipe de l'IWGP, Bad Intentions ( Giant Bernard et Karl Anderson ).

## Palmarès

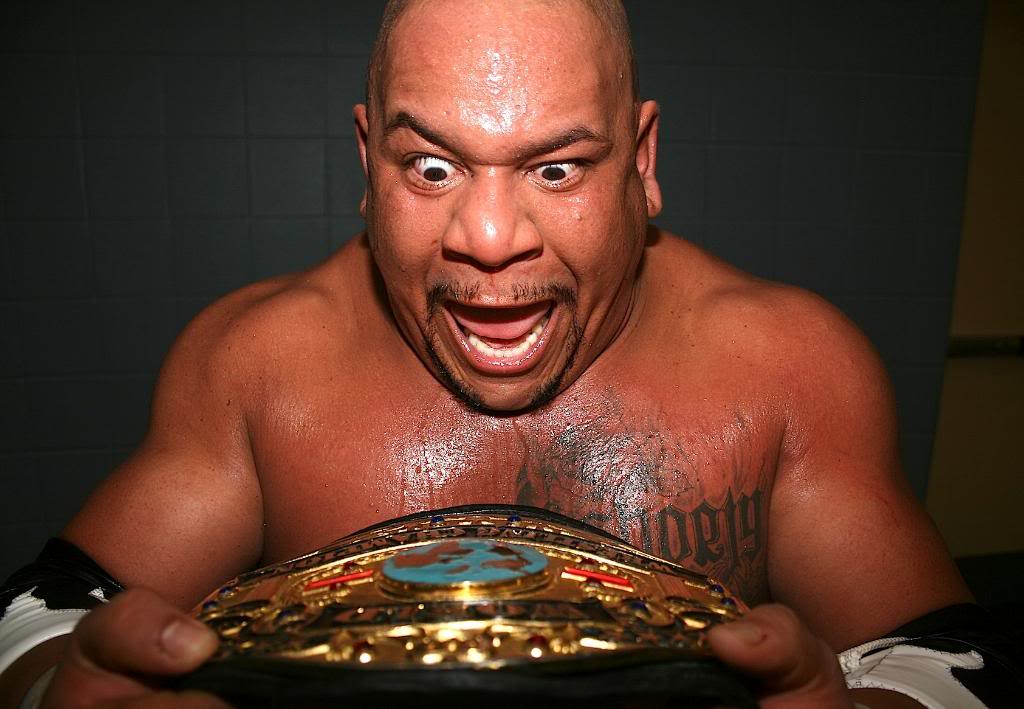
Maff après avoir battu Low Ki pour le JAPW Heavyweight Championship en 2012.

- American Championship Entertainment
  - 3 fois champion poids-lourds ACE
- Beyond Wrestling
  - Tournament For Tomorrow 4 Tag Team (2015) - avec Monsta Mack [12]
- Combat Zone Wrestling
  - 1 fois champion du monde par équipe de la CZW  - avec Monsta Mack
- Defiant Wrestling Alliance
  - 1 fois champion des poids lourds de la DWA
- Impact Championship Wrestling
  - 1 fois champion des poids lourds de la ICW [5]
  - 1 fois champion par équipe de la ICW  – avec Monsta Mack
- Jersey All Pro Wrestling
  - 4 fois champion poids lourds de la JAPW [13]
  - 6 fois champion par équipe de la JAPW – avec Monsta Mack
  - JAPW Hall of Fame (2016) [14]
- Jersey Championship Wrestling
  - 2 fois champion par équipe de la JCW – avec Low Ki (1) et Monsta Mack (1)
- New Blood Wrestling
  - 1 fois champion poids lourds de la NBW
- Pennsylvania Premiere Wrestling
  - 1 fois champion par équipe de la PPW - avec Havoc [15]
- Pro Wrestling Alliance
  - 1 fois champion par équipe de la PWA  – avec Eddie Thomas
- Pro Wrestling Syndicate
  - 1 fois champion poids-lourd de la PWS (actuel) [16]
- Ring of Honor
  - 2 fois champion par équipe de la ROH  – avec BJ Whitmer [6]
- South Jersey Championship Wrestling
  - 1 fois champion par équipe de la SJCW – avec Dizzie
- USA Pro Wrestling
  - 2 fois champion par équipe USA Pro – avec Monsta Mack
- Wrestling Has A Tomorrow
  - 1 fois WHAT! Championnat (premier)
- Wrld Xtreme Wrestling
  - 2 fois champion par équipe de la WXW – avec Monsta Mack
- WrestlePro
  - 1 fois champion Silver WrestlePro